# رنجي (محافظة كركوك)
رنجي هي إحدى القرى التابعة لناحية الزاب ضمن قضاء الحويجة في محافظة كركوك، العراق. تشتهر القرية بخصوبة أراضيها الزراعية ووفرة الموارد الطبيعية، مما يجعلها واحدة من المناطق الزراعية المهمة في المنطقة.

## الموقع الجغرافي
تقع قرية رنجي ضمن حدود قضاء الحويجة، التابع إداريًا لمحافظة كركوك، العراق. وهي واحدة من القرى التابعة لناحية الزاب، المعروفة بخصوبة أراضيها ووفرة الموارد الزراعية. تقع القرية في جنوب غرب محافظة كركوك.

## السكان والعشائر
تتألف تركيبة سكان القرية من عشائر عربية متنوعة مثل الجبور. يشكل هؤلاء السكان النسيج الاجتماعي الأساسي للمنطقة، ويعتمدون بشكل كبير على الزراعة والصيد كمصادر رئيسية للدخل.

## الأنشطة الاقتصادية
تعد المنطقة التي تقع فيها القرية غنية بالأنشطة الزراعية، حيث يعمل غالبية السكان في زراعة المحاصيل الموسمية مثل القمح والشعير، إلى جانب تربية الماشية والدواجن. يعمل السكان أيضًا في الصيد، نظرًا لوجود مسطحات مائية قريبة.

## التاريخ
تأثرت قرية رنجي بشكل كبير خلال فترة سيطرة تنظيم داعش على المنطقة. تعرض السكان للتهجير المؤقت بسبب الأحداث الأمنية، كما تعرضت العديد من الممتلكات والأراضي الزراعية للدمار والسرقة. ومع ذلك، تمكن السكان من العودة إلى القرية بعد تحريرها عام 2017 وبدأوا في إعادة تأهيل أراضيهم واستئناف أنشطتهم الزراعية.

## المرافق والخدمات
رغم حجم القرية الصغير، فإنها جزء من ناحية الزاب التي تضم:
- مدارس ابتدائية ومتوسطة.
- مرافق صحية محدودة.
- دوائر حكومية.

تساهم هذه الخدمات في توفير الاحتياجات الأساسية للسكان، إلا أن القرية تواجه تحديات تتعلق بنقص بعض الخدمات الحيوية كالبنية التحتية والرعاية الصحية.

## وصلات خارجية
- الموقع الرسمي لمحافظة كركوك
- برنامج الأمم المتحدة الإنمائي